# Ljubomir Gudelj Velaga
Ljubomir Gudelj Velaga (Imotski, 1965.), hrvatski povjesničar umjetnosti i povjesničar

## Životopis
Rodio se u Imotskom. Na Filozofskom fakultetu u Zadru diplomirao je povijest umjetnosti i povijest. Od 1995. radi u splitskom Muzeju HAS, gdje je danas viši kustos. Voditelj i suradnik radio na četrdesetak arheoloških lokaliteta. Među lokalitetima koje je proučavao su Dioklecijanov akvedukt na Bilicama, Crkvine i kasnosrednjovjekovno groblje Crljivica u Cisti, nalazište kod crkve sv.Mihovila u Prološcu Donjem, ranokršćanski kompleks u Otinovcima kod Kupresa, utvrda Čačvina kod Trilja, Crkvina u Biskupiji, nalazište kod srednjovjekovne crkve sv. Ivana u Uzdolju kod Knina i dr.

## Djela
Napisao je više stručnih radova o arheološkim lokalitetima gdje je bio voditelj i suradnik. Autor izložbe o slikaru Bartolu Petriću. Napisao publikacije Tvrđava Čačvina i Od svetišta Mitre do crkve sv. Mihovila napisano proučavanjem lokaliteta u Prološcu Donjem. Izložbe čiji je autor bile su sastavnicom izložbe Dalmatinska Zagora neponata zemlja, projekta galerije Klovićevi dvori.

## Priznanja
Počasni mještanin Zagvozda.